# Петинское сельское поселение
Петинское сельское поселение — муниципальное образование в Хохольском районе Воронежской области.
Административный центр — село Петино.

## География
Поселение расположено на северо-востоке района на границе с Семилукским муниципальным районом. Восточная граница поселения проходит по реке Дон, к которой тяготеют все четыре населенных пункта. Восточная часть поселения изрезана высокими (до 70 метров) береговыми склонами Донского правобережья. В северо-западной части поселения находятся карьеры Латненского месторождения глин, от которых в южном направлении отходит балка Большой Лог. По центральной части поселения, с севера на юг, проходит автодорога «Воронеж—Луганск».
В настоящее время площадь поселения составляет 6705 га. 

## Население
Численность населения в 2008 году составляла 3793 человека.

## История
Территория поселения ранее относилась к Девицкой волости Воронежского уезда. 

## Административное деление
В состав поселения входят четыре населённых пункта:
- село Петино
- поселок Орловка
- посёлок Опытной Станции ВНИИК
- село Устье